# Saison 2013-2014 du MO Constantine
Maillots
Dernière mise à jour : 22 octobre 2014.
Chronologie
Saison précédente Saison suivante
La saison 2013-2014 du MO Constantine en Championnat d'Algérie de football D3.

## Championnat

### Effectif
| N°                 | Nat                  | Nom                | Date de naissance (Âge) | Depuis          | Matchs          | Buts            | En provenance de |
| Gardiens de but    | Gardiens de but      | Gardiens de but    | Gardiens de but         | Gardiens de but | Gardiens de but | Gardiens de but | Gardiens de but  |
| ------------------ | -------------------- | ------------------ | ----------------------- | --------------- | --------------- | --------------- | ---------------- |
| 1                  | Drapeau de l'Algérie | Bouablou           |                         |                 |                 |                 |                  |
| 23                 | Drapeau de l'Algérie | Kahoul Rabah       |                         |                 |                 |                 |                  |
| 16                 | Drapeau de l'Algérie | Kayal Merouene     |                         |                 |                 |                 |                  |
| Défenseurs         |                      |                    |                         |                 |                 |                 |                  |
| 5                  | Drapeau de l'Algérie | Reda Karim         |                         |                 |                 |                 |                  |
| 20                 | Drapeau de l'Algérie | Tobal              |                         |                 |                 |                 |                  |
| 4                  | Drapeau de l'Algérie | Ben Chamma         |                         |                 |                 |                 |                  |
| 26                 | Drapeau de l'Algérie | Mohamed Djahel     |                         |                 |                 |                 |                  |
| 25                 | Drapeau de l'Algérie | Affouf Abdullah    |                         |                 |                 |                 |                  |
| 15                 | Drapeau de l'Algérie | Lmaissi Abderahmen |                         |                 |                 |                 |                  |
| 22                 | Drapeau de l'Algérie | Khrifi             |                         |                 |                 |                 |                  |
| 3                  | Drapeau de l'Algérie | Haouch             |                         |                 |                 |                 |                  |
| Milieux de terrain |                      |                    |                         |                 |                 |                 |                  |
| 24                 | Drapeau de l'Algérie | Bouraba            |                         |                 |                 |                 |                  |
| 14                 | Drapeau de l'Algérie | Samir Si-elhadj    |                         |                 |                 |                 |                  |
| 16                 | Drapeau de l'Algérie | Ferhat             |                         |                 |                 |                 |                  |
| 17                 | Drapeau de l'Algérie | Abdelkader Bouzare |                         |                 |                 |                 |                  |
| 2                  | Drapeau de l'Algérie | Elaiadi            |                         |                 |                 |                 |                  |
| 7                  | Drapeau de l'Algérie | Brahil Si-Amar     |                         |                 |                 |                 |                  |
| 3                  | Drapeau de l'Algérie | Amir Derbal        |                         |                 |                 |                 |                  |
| Attaquants         |                      |                    |                         |                 |                 |                 |                  |
| 9                  | Drapeau de l'Algérie | Sifeddine Chtih    |                         |                 |                 |                 |                  |
| 10                 | Drapeau de l'Algérie | Mohamed Kaid       |                         |                 |                 |                 |                  |
| 18                 | Drapeau de l'Algérie | Nadhir Khoraychi   |                         |                 |                 |                 |                  |
| 21                 | Drapeau de l'Algérie | Imad Brahmia       |                         |                 |                 |                 |                  |

### Classement[1]
| Rang | Équipe                   | Pts | J  | G  | N  | P  | Bp | Bc | Diff |
| ---- | ------------------------ | --- | -- | -- | -- | -- | -- | -- | ---- |
| 1    | DRB Tadjenanet           | 67  | 30 | 20 | 7  | 3  | 48 | 19 | +29  |
| 2    | MO Constantine R         | 55  | 30 | 17 | 4  | 9  | 53 | 29 | +24  |
| 3    | US Biskra                | 45  | 30 | 13 | 6  | 11 | 34 | 29 | +5   |
| 4    | JSM Skikda               | 43  | 30 | 11 | 10 | 9  | 32 | 29 | +3   |
| 5    | USM Ain Beida            | 41  | 30 | 11 | 8  | 11 | 28 | 29 | -1   |
| 6    | USF Bordj Bou Arreridj P | 40  | 30 | 11 | 7  | 12 | 30 | 34 | -4   |
| 7    | USM Khenchela            | 40  | 30 | 12 | 4  | 14 | 35 | 44 | -9   |
| 8    | NRB Touggourt            | 39  | 30 | 12 | 3  | 15 | 32 | 40 | -8   |
| 9    | NC Magra                 | 38  | 30 | 10 | 8  | 12 | 44 | 39 | +5   |
| 10   | AS Ain M'lila            | 38  | 30 | 9  | 11 | 10 | 37 | 35 | +2   |
| 11   | HB Chelghoum Laid P      | 37  | 30 | 9  | 10 | 11 | 36 | 30 | +6   |
| 12   | WA Ramdane Djamel        | 37  | 30 | 10 | 7  | 13 | 34 | 43 | -9   |
| 13   | E Collo                  | 37  | 30 | 10 | 7  | 13 | 21 | 32 | -11  |
| 14   | ES Guelma P              | 36  | 30 | 10 | 6  | 14 | 34 | 41 | -7   |
| 15   | Hamra Annaba             | 36  | 30 | 10 | 6  | 14 | 29 | 43 | -14  |
| 16   | US Tebessa               | 35  | 30 | 9  | 8  | 13 | 28 | 39 | -11  |

Promotions et relégations
- Montée en Ligue 2 2014-2015
- Relégation en Inter-Région

Abréviations
R : Relégué de Ligue 2 2012-2013

P : Promus de Inter-Région

## Championnat d'Algérie DNA

### Phase aller
| Dates             | Horaires      | Journées    | Adversaires            | Lieux des rencontres                          | Scores | Buts MOC                          | A         |
| ----------------- | ------------- | ----------- | ---------------------- | --------------------------------------------- | ------ | --------------------------------- | --------- |
| 6 septembre 2013  | 16 h 00 UTC+1 | 1re journée | NRB Touggourt          | Stade de Touggourt (Touggourt)                | 0-3    | Koraichi 16e, Reda 30e, Houch 85e | Extérieur |
| 13 septembre 2013 | 15 h 00 UTC+1 | 2e journée  | USM Khenchela          | Stade Chahid Hamlaoui (Constantine)           | 4-0    | -                                 | Domicile  |
| 20 septembre 2013 | 15 h 00 UTC+1 | 3e journée  | USF Bordj Bou Arreridj | Stade Bordj Bou Arreridj (Bordj Bou Arreridj) | 1-0    | -                                 | Extérieur |
| 27 septembre 2013 | 15 h 00 UTC+1 | 4e journée  | US Tebessa             | Stade Chahid Hamlaoui (Constantine)           | 1-0    | SiAmar                            | Domicile  |
| 5 octobre 2013    | 15 h 00 UTC+1 | 5e journée  | ES Guelma              | Stade Souidani Boudjemaa (Guelma)             | 2-1    | -                                 | Extérieur |
| 18 octobre 2013   | 15 h 00 UTC+1 | 6e journée  | Hamra Annaba           | Stade Chahid Hamlaoui (Constantine)           | 2-0    | -                                 | Domicile  |
| 25 octobre 2013   | 15 h 00 UTC+1 | 7e journée  | WA Ramdane Djamel      | Stade de Ramdane Djamel                       | 1-0    | -                                 | Extérieur |
| 1er novembre 2013 | 15 h 00 UTC+1 | 8e journée  | AS Aïn M'lila          | Stade Chahid Hamlaoui (Constantine)           | 2-1    | Lemaici , Koraichi                | Domicile  |
| 8 novembre 2013   | 15 h 00 UTC+1 | 9e journée  | E Collo                | Stade Communal de Collo (Skikda)              | 0-1    | Gaid 5e                           | Extérieur |
| 22 novembre 2013  | 15 h 00 UTC+1 | 10e journée | USM Ain Beida          | Stade Chahid Hamlaoui (Constantine)           | 3-1    | -                                 | Domicile  |
| 9 novembre 2013   | 15 h 00 UTC+1 | 11e journée | DRB Tadjenanet         | Stade du Tadjenanet                           | 1-1    | Brahmia                           | Extérieur |
| 13 décembre 2013  | 15 h 00 UTC+1 | 12e journée | US Biskra              | Stade du 18 Février (Biskra)                  | 1-1    | SiAmmar                           | Extérieur |
| 28 décembre 2013  | 15 h 00 UTC+1 | 13e journée | JSM Skikda             | Stade Chahid Hamlaoui (Constantine)           | 4-1    | Bouzar 4e, Koraichi 31e , Brahmia | Domicile  |
| 3 janvier 2014    | 15 h 00 UTC+1 | 14e journée | NC Magra               | Stade NC Magra                                | 0-1    | Brahmia 77e                       | Extérieur |
| 10 janvier 2014   | 15 h 00 UTC+1 | 15e journée | HB Chelghoum Laid      | Stade Chahid Hamlaoui (Constantine)           | 2-1    | Brahmia 47e, Boukhlouf 88e        | Domicile  |

### Phase retour
| Dates           | Horaires      | Journées    | Adversaires            | Lieux des rencontres                    | Scores | Buts MOC                              | A         |
| --------------- | ------------- | ----------- | ---------------------- | --------------------------------------- | ------ | ------------------------------------- | --------- |
| 31 janvier 2014 | 15 h 00 UTC+1 | 16e journée | NRB Touggourt          | Stade Chahid Hamlaoui (Constantine)     | 4-0    | Lemaissi , Brahmia , Siammar , Chetih | Domicile  |
| 7 février 2014  | 15 h 00 UTC+1 | 17e journée | USM Khenchela          | Stade de Kais, (Khenchela)              | 1-0    | -                                     | Extérieur |
| 25 février 2014 | 14 h 00 UTC+1 | 18e journée | USF Bordj Bou Arreridj | Stade Chahid Hamlaoui (Constantine)     | 2-0    | Bouraba , Ferhat                      | Domicile  |
| 22 février 2014 | 14 h 00 UTC+1 | 19e journée | US Tebessa             | Stade du 4 mars (Tébessa)               | 0-2    | Bouzar 20e, Korichi 91e               | Extérieur |
| 1er mars 2014   | 14 h 00 UTC+1 | 20e journée | ES Guelma              | Stade Chahid Hamlaoui (Constantine)     | 3-2    | Brahmia , Boukhlouf , Brahmia         | Domicile  |
| 7 mars 2014     | 15 h 00 UTC+1 | 21e journée | Hamra Annaba           | Stade Abdelkader Chabou (Annaba)        | 2-1    | Houch                                 | Extérieur |
| 14 mars 2014    | 15 h 00 UTC+1 | 22e journée | WA Ramdane Djamel      | Stade Chahid Hamlaoui (Constantine)     | 3-0    | Bouraba 2e, Bouzar , Brahmia          | Domicile  |
| 21 mars 2014    | 15 h 00 UTC+1 | 23e journée | AS Aïn M'lila          | Stade Demane-Debbih (Aïn M'lila)        | 1-1    | Brahmia                               | Extérieur |
| 29 mars 2014    | 15 h 00 UTC+1 | 24e journée | E Collo                | Stade Chahid Hamlaoui (Constantine)     | 4-1    | Brahmia , , Siammar ,                 | Domicile  |
| 25 avril 2014   | 15 h 00 UTC+1 | 25e journée | USM Ain Beida          | Stade du 24 avril (Aïn Beïda)           | 1-0    | -                                     | Extérieur |
| 2 mai 2014      | 15 h 00 UTC+1 | 26e journée | DRB Tadjenanet         | Stade Chahid Hamlaoui (Constantine)     | 0-2    | -                                     | Domicile  |
| 9 mai 2014      | 15 h 00 UTC+1 | 27e journée | US Biskra              | Stade Chahid Hamlaoui (Constantine)     | 3-1    | Siamar , Boukhlouf                    | Domicile  |
| 13 mai 2014     | 15 h 00 UTC+1 | 28e journée | JSM Skikda             | Stade du 20 août 1955 (Skikda)          | 3-1    | -                                     | Extérieur |
| 17 mai 2014     | 15 h 00 UTC+1 | 29e journée | NC Magra               | Stade Chahid Hamlaoui (Constantine)     | 3-3    | -                                     | Domicile  |
| 23 mai 2014     | 15 h 00 UTC+1 | 30e journée | HB Chelghoum Laid      | Stade 11 décembre 1961 (Chelghoum Laid) | 2-0    | -                                     | Extérieur |

## Coupe
Les équipes de Championnat d'Algérie de football amateur D3 commencent la compétition de la coupe à partir du troisième tour, et ne participent pas au premier et au deuxième tour. 
| Dates            | Horaires      | Journées    | Adversaires       | Lieux des rencontres                   | Scores          | Buts MOC           | A         |
| ---------------- | ------------- | ----------- | ----------------- | -------------------------------------- | --------------- | ------------------ | --------- |
| 12 octobre 2013  | 15 h 00 UTC+1 | 3e tour     | CR Village Moussa | Stade de Collo (Skikda)                | 0-1             | Gaid 37e           | Extérieur |
| 15 novembre 2013 | 14 h 30 UTC+1 | 4e tour     | USM Setif         | Stade de Chelghoum Laid ( Mila)        | 1-0             | Brahmia 45+1e      | Extérieur |
| 6 décembre 2013  | 14 h 30 UTC+1 | 1/32 finale | Chabab Abadla     | Stade de Abbadla (Béchar)              | 1-4 ap          | Brahmia Houch Gaid | Extérieur |
| 20 décembre 2013 | 14 h 30 UTC+1 | 1/16 finale | AS Khroub         | Stade Abed Hamdani (Khroub)            | 2-2 (3 - 4 tab) | Brahmia 44e 56e    | Extérieur |
| 24 janvier 2014  | 15 h 00 UTC+1 | 1/8 finale  | US Beni Douala    | Stade du 1er-Novembre-1954, Tizi Ouzou | 0-1             | Brahmia 24e        | Extérieur |
| 18 février 2014  | 14 h 30 UTC+1 | 1/4 finale  | CRB Aïn Fakroun   | Stade Demane-Debbih, Aïn M'lila        | 2-1             | Si ammar 20e       | Extérieur |

## Transferts
| Mercato Hivernal |             |           |                        |          |
| Nom              | Nationalité | Transfert | Provenance/Destination | Division |
| Arrivées         |             |           |                        |          |
| Mohamed DJAHAL   | Algérie     | -         | MC Oran                | Ligue 1  |